# Hydropsyche decora
Hydropsyche decora är en nattsländeart som beskrevs av Navás 1932. Hydropsyche decora ingår i släktet Hydropsyche och familjen ryssjenattsländor. Inga underarter finns listade i Catalogue of Life.